# Cylindilla grisescens
Cylindilla grisescens là một loài bọ cánh cứng trong họ Cerambycidae.